# إليانور روزفلت
آنا إلينور روزفلت (بالإنجليزية: Anna Eleanor Roosevelt)؛ (11 أكتوبر 1884 - 7 نوفمبر 1962)، زعيمة سياسية أمريكية كان لها تأثير نشط، كما أنها السيدة الأولى في الفترة من 1933 إلى 1945. عملت لتعزيز سياسات جديدة للتعامل بلدها الزوج، والرئيس فرانكلين روزفلت، وكذلك أخذت دوراً بارزاً كداعية للحقوق المدنية. دعاها الرئيس هاري ترومان السيدة الأولى في العالم إشادةً بالانجازات في مجال حقوق الإنسان.
كانت روزفلت من عائلتي روزفلت وليفينغستون الأمريكيتين البارزتين وابنة أخ الرئيس ثيودور روزفيلت. كانت طفولتها حزينة، فقد عانت من وفاة أبويها وأحد أخوتها في عمر مبكر. وفي عمر الخامسة عشر ارتادت أكاديمية ألينوود في لندن وتأثرت جدا بمديرتها ماري سوفيستر. وعند عودتها إلى الولايات المتحدة تزوجت ابن عمها فرانكلين ديلانور روزفيلت مباشرة عام 1905. كان زواجهما معقدا منذ البداية بسبب أم فرانكلين المحبة للسيطرة سارا، وبعد اكتشاف إليانور علاقة زوجها الغرامية بلوسي ميرسر عام 1918، عزمت على البحث عن إنجاز من خلال عيشها لحياة عامة ملكها هي. أقنعت روزفلت أن يبقى في ميدان السياسة بعد أن ابتلي بداء الشلل في عام 1921، الذي أفقده القدرة على استخدام رجليه بشكل طبيعي، وبدأ بإلقاء الخطابات والظهور في الحملات في منطقته. قامت إليانور عقب انتخابه كحاكم لنيويورك عام 1928، وخلال ما تبقى من وظيفته العامة في الحكومة، بظهورات عامة بانتظام نيابة عنه، وبصفتها السيدة الأولى خلال تولي زوجها منصب الرئيس، غيّرت بشكل هام وصقلت دور السيدة الأولى.
رغم أن إليانور قوبلت بالاحترام على نطاق واسع في سنواتها الأخيرة، إلا أنها كانت سيدة أولى مثيرة للجدل خلال زمن صراحة آرائها، وخاصة في الحقوق المدنية للأمريكيين الأفارقة. كانت زوجة الرئيس الأولى التي تعقد مؤتمرات صحفية منتظمة وتكتب عمودا صحفيا يوميا وتكتب عمودا في مجلة شهرية وتقدم برنامجا إذاعيا أسبوعيا وتتحدث في مؤتمر الحزب الوطني.
اختلفت في مناسبات قليلة مع سياسات زوجها على العلن. أطلقت جمعية تجريبية في أرثردال، غرب فرجينيا، من أجل عائلات عمال المناجم العاطلين عن العمل، ولاحقا اعتبرت الجمعية فاشلة على نطاق واسع. أيدت توسيع أدوار المرأة في أماكن العمل، والحقوق المدنية للأمريكيين الأفارقة والأمريكيين الآسيويين، وحقوق لاجئي الحرب العالمية الثانية.
وبعد وفاة زوجها عام 1945، بقيت إليانور نشطة في السياسة في السنوات السبعة عشر المتبقية لها من عمرها. ضغطت على الولايات المتحدة للانضمام ولدعم الأمم المتحدة وأصبحت أول ممثلة لها. وكانت الرئيسة الأولى لبعثة الأمم المتحدة لحقوق الإنسان وأشرفت على صياغة الإعلان العالمي لحقوق الإنسان.
ترأست لاحقا البعثة الرئاسية القائمة على وضع المرأة في إدارة جون إف. كينيدي. وبحلول زمن وفاتها، كانت إيليانور تعتبر «واحدة من أكثر النساء تقديرا في العالم»، ولقبتها صحيفة ذا نيويورك تايمز في نعوتها «موضع احترام العالم كله تقريبا».
صنفت عام 1999 في الترتيب التاسع من أصل عشرة في قائمة غالوب لأكثر الناس الذين قوبلوا بالاحترام الواسع خلال القرن العشرين.

## حياتها الشخصية

### حياتها المبكرة
ولدت آنا إليانور روزفيلت في 11 تشرين الأول 1884 في مانهاتن، نيويورك. لأبوين بارزين في المجتمع وهما آنا ريبيكا هال وإليوت بالوك روزفيلت. فضلت منذ عمر مبكر أن تدعى باسمها المتوسط إليانور. من جهة أبيها كانت ابنة أخ الرئيس ثيودور روزفيلت، ومن جهة أمها كانت ابنة أخت أبطال لعبة التنس فالانتين جيل «فالي» هال الثالث وإيدوارد لودلو هال، لقبتها أمها بالجدة لأنها كانت تسلك بطريقة جدية بالنسبة لكونها طفلة. وكانت أمها تخجل نوعا ما من بساطتها.
كان لإليانور أخوين يصغرانها سنا وهما إليوت الابن وهال وكان لها شقيق من أبيها يدعى إليوت روزفلت مان من علاقة أبيها الغرامية مع كاتي مان وهي خادمة وظفتها العائلة. ولدت إليانور في بيئة غامرة بالثراء والمميزات لكون عائلتها تنتمي إلى الطبقة العليا من مجتمع نيويورك والتي تدعى «رفيعي المنزلة».
توفيت والدتها بالخناق في في 7 كانون الأول 1892، وتوفي إليوت الابن بنفس المرض في أيار اللاحق. وتوفي والدها الذي أدمن الكحول واحتجز في المصحة في 14 آب 1894 بعد القفز من النافذة أثناء نوبة هذيان ارتعاشي، وقد نجا من السقطة لكنه توفي من النوبة. خسارات روزفلت في طفولتها جعلتها عرضة للاكتئاب في حياتها. عانى أخوها هال بعد ذلك من إدمان الكحول. ناشدها أبوها أن تتصرف كأم لهال، وهو طلب لبته بشكل جيد لما تبقى من حياة هال. أحبت إليانور أخوها هال كثيرا، وعندما سجل في مدرسة جروتون عام 1907 رافقته كمربية. وعندما كان في مدرسة جروتون كتبت له يوميا تقريبا، وكان لديها شعور بشيء من الذنب بأن هال لم يتمتع بطفولة كاملة. كانت تسعد كثيرا بأدائه الرائع في المدرسة، وكانت فخورة بإنجازاته الأكاديمية المتنوعة، ومنها نيله درجة الماجستير في الهندسة من هارفارد.

## السيدة الأولى للولايات المتحدة (1933 – 1945)
أصبحت روزفلت السيدة الأولى للولايات المتحدة بعد إدلاء فرانكلين القسم الرئاسي في 4 مارس 1933. بمعرفتها السيدات الأوليات في القرن العشرين، شعرت بالإحباط الشديد لاضطرارها تولي الدور الذي كان يقتصر تقليديًا على الحياة المنزلية واستضافة الزوار. أنهت زميلتها السابقة لها في المنصب، لو هنري هوفر، نشاطها النسوي بعدما أصبحت سيدة أولى، مشيرة إلى نيتها أن تكون «زوجة تتبع صورة زوجها بيرتي (هربرت هوفر)». كانت محنة إليانور في تلك الفترة شديدة لدرجة أن كاتب سيرتها الذاتية «هيكوك» أعطاها عنوانًا ثانويًا «السيدة الأولى المترددة».
بدعم من هاو وهيكوك، شرعت روزفلت في إعادة هيكلة المنصب. وفقًا لكاتب سيرتها الشخصية بلانش فيسن كوك، أصبحت «السيدة الأولى الأكثر إثارة للجدل في تاريخ الولايات المتحدة». رغم النقد الموجه لكليهما، واصلت روزفلت بدعم من زوجها عملها النشط وأجندة الخطاب التي بدأتها قبل توليها دور السيدة الأولى في عهد كان فيه عدد قليل من النساء المتزوجات يشغلن وظائف. كانت الزوجة الرئاسية الأولى التي تعقد مؤتمرات صحفية منتظمة، وفي عام 1940 أصبحت أول زوجة لرئيس تتكلم في مؤتمر الحزب الوطني. كتبت أيضا عمودًا يوميًا لقي شهرة واسعة في إحدى الصحف بعنوان «يومي»، وهو أول عمود آخر من نوعه لزوجة رئيس. كانت أيضًا أول سيدة تكتب عمودًا شهريًا في إحدى المجلات واستضافت برنامجًا إذاعيًا أسبوعيًا.
في السنة الأولى من تولي زوجها منصبه، صممت روزفلت على مجاراة راتبه الرئاسي، حصلت على 75 ألف دولار حصيلة كتاباتها ومحاضراتها، التي قدمت أغلبها للأعمال الخيرية. بحلول سنة 1941، كانت تتلقى أتعابً مقابل المحاضرة تساوي ألف دولار، وأصبحت عضوًا فخريًا في جمعية «فاي بيتا كابا» خلال إحدى محاضراتها للاحتفال بإنجازاتها.
كان لدى روزفلت جدول سفر مزدحم طيلة السنوات الإثنتي عشرة التي أمضتها في البيت الأبيض، وكثيرًا ما ظهرت بشكل شخصي في اجتماعات العمال لطمأنة العاملين خلال فترة الكساد أن البيت الأبيض واعٍ ومهتم بالمحنة التي يمر بها هؤلاء العمال. في أحد الرسوم الكاريكاتورية في ذلك الوقت من مجلة «ذا نيويوركر» (3 يونيو 1933)، التي تهكمت من زيارة قامت بها إلى أحد المناجم، حيث ينظر عامل في المنجم إلى زميله وهو يعتريه الإدهاش قائلًا: «يا ربّاه، ها قد أتت السيدة روزفلت!».
في أوائل عام 1933، سارت مجموعة دعيت «جيش المكافأة»، في وقفة احتجاجية لقدامى المحاربين في الحرب العالمية الأولى، في واشنطن للمرة الثانية خلال عامين، مطالبة بمنح شهادات المكافأة المخصصة لهم في وقت مبكر. في العام السابق، أمر الرئيس هوفر بتفريقهم، وقام سلاح الفرسان الأمريكي بإطلاق القنابل المسيلة للدموع تجاههم. هذه المرة، زارت روزفلت المحاربين القدامى في مخيمهم الموحل، مستمعة إلى شؤونهم وغنت أناشيد الجيش معهم. نزع ذلك اللقاء فتيل الغضب بينهم وبين الإدارة التابعين لها، وعلق أحد المشاركين في المسيرة لاحقًا: «هوفر أرسل لنا الجيش، وروزفلت أرسل زوجته».
في عام 1933، وبعد أصبحت السيدة الأولى للولايات المتحدة، سميت وردة شاي هجينة جديدة باسمها (روزا هايبريدا «السيدة فرانكلين دي. روزفلت»).
في عام 1937، بدأت كتابة سيرتها الذاتية، التي جمعت جميع مجلداتها في السيرة الذاتية لإليانور روزفلت في عام 1961 (منشورات هاربر وإخوان، رقم الكتاب المعياري 0-306-80476-X).

## مؤتمر الشباب الأمريكي والإدارة الوطنية للشباب
تأسس «تجمع الشباب الأمريكي» في عام 1935 للدعوة إلى حقوق الشباب في السياسة الأمريكية، وكان مسؤولًا عن طرح «قانون حقوق الشباب الأمريكي» إلى الكونغرس الأمريكي. أدت علاقة روزفلت مع  تجمع الشباب الأمريكي في نهاية المطاف إلى تشكيل الإدارة الوطنية للشباب، التي تشكلت على إثر الصفقة الجديدة «نيو ديل» في الولايات المتحدة، عام 1935، وركزت على توفير العمل والتعليم للأمريكيين الذين تتراوح أعمارهم بين 16 و25 عامًا. ترأس الجمعية الوطنية للشباب أوبري ويليس وليامز، وهو ليبرالي بارز من ولاية ألاباما كان قريبًا من روزفلت وهاري هوبكينز. في معرض حديثها عن الإدارة الوطنية للشباب في ثلاثينيات القرن العشرين، أعربت روزفلت عن قلقها إزاء نزعة التفريق حسب العمر، قائلة: «إنني أعيش في رعب حقيقي عندما أفكر أننا ربما نخسر هذا الجيل. علينا أن ندخل هؤلاء الشباب في الحياة النشطة للمجتمع ونجعلهم يشعرون بضرورة وجودهم». في عام 1939، استدعت لجنة ديس زعماء الإدارة الوطنية للشباب، الذين إلى جانب كونهم أعضاء فيها، كانوا أيضًا أفرادًا منتمين للرابطة الشيوعية للشباب.
حضرت روزفلت جلسات الاستماع ثم دعت الشهود المستدعين إلى الجلوس في البيت الأبيض خلال فترة وجودهم في واشنطن العاصمة. في 10 فبراير 1940، حلّ أعضاء من الإدارة ضيوفًا على روزفلت بصفتها السيدة الأولى، ومضوا في نزهة في حديقة البيت الأبيض، حيث خاطبهم فرانكلين من الرواق الجنوبي. حثهم الرئيس على ألا يدينوا النظام النازي فحسب، وإنما جميع الأنظمة القمعية. نشرت التقارير تعرض كلام الرئيس للاستهجان من قبل الجماعة. بعد ذلك، اعتصم العديد من الشباب حول البيت الأبيض بكونهم ممثلين عن «حشد السلام الأمريكي». كان بينهم جوزيف كادن، أحد مرافقي روزفلت. في وقت لاحق من عام 1940، رغم نشر روزفلت للأسباب التي ساقتها بعنوان «لماذا ما زلت أؤمن بمؤتمر الشباب»، تم حل مؤتمر الشباب الأميركي. وتوقفت الإدارة الوطنية للشباب عن عملها عام 1943.

## آرثرديل
كان مشروع روزفلت الرئيسي خلال أول ولايتين لزوجها تأسيس مدينة مخططة في آرثرديل، فيرجينيا الغربية. في 18 أغسطس عام 1933، وبإلحاح من هيكوك، زارت روزفلت عائلات عمال المناجم المشردين في مورغانتاون، فيرجينيا الغربية، الذين كانوا مدرجين على القائمة السوداء في أعقاب أنشطة نقابية. تأثرت روزفلت كثيرًا بالزيارة، واقترحت إقامة مجتمع لإعادة توطين عمال المناجم في آرثرديل، حيث يمكنهم كسب العيش من خلال زراعة الكفاف، والعمل بالحرف اليدوية، وإنشاء مؤسسة صناعية محلية. أعربت عن أملها في أن يصبح المشروع نموذجًا «لنوع جديد من المجتمعات» في الولايات المتحدة، يمكن من خلاله تقديم العون للعمال بشكل أفضل. أبدى زوجها دعمه للمشروع بحماس.
بعد تجربة أولية كارثية بدأت مع بيوت مبنية وجاهزة، بدأت عمليات البناء من جديد في عام 1934 طبقا للمواصفات التي اقترحتها روزفلت، ولكن هذه المرة مع «كل وسائل الراحة الحديثة»، بما فيها تمديدات أنابيب داخلية، ونظام تدفئة بالبخار. شغلت عائلات أول خمسين منزلًا في شهر يونيو، ووافقت على التعويض في غضون ثلاثين عامًا. رغم رغبة روزفلت في تشكيل مجتمع مختلط عرقيًا، إلا أن عمال المناجم أصروا على حصر العضوية في المسيحيين البيض. بعد خسارة روزفلت تصويت المجتمع المحلي، أوصلت بإنشاء مجتمعات أخرى لعمال المناجم السود واليهود المستبعدين. دفعت تلك التجربة روزفلت للتكلم بجرأة أكبر حول قضية التمييز العنصري.
دأبت روزفلت بنشاط على جمع التبرعات من أجل المجتمع لسنوات عديدة، فضلًا عن إنفاق معظم دخلها على المشروع. إلا أن اليسار واليمين السياسيين انتقدا المشروع. أدانه المحافظون بوصفه اشتراكيًا «ومخططًا شيوعيًا»، في حين عارض أعضاء ديمقراطيون في الكونغرس منافسة الحكومة مع الشركات الخاصة. عارض وزير الداخلية هارولد آيكس المشروع، مشيرًا إلى تكلفته المرتفعة التي تغطي كل عائلة. استمر مجتمع آرثرديل بكونه أولوية أمام إنفاقات الحكومة الفيدرالية حتى عام 1941، عندما باعت الولايات المتحدة آخر ممتلكاتها في المجتمع بالخسارة.

## الإعلان العالمي لحقوق الإنسان
ترأست لجنة صياغة الإعلان العالمي لحقوق الإنسان المكونة من 18 عضواً يمثلون شتّى الخلفيات السياسية والثقافية والدينية، واشترك معها رينيه كاسين من فرنسا الذي وضع المشروع الأولي للإعلان ومقرر اللجنة شارل مالك من لبنان، ونائب رئيسة اللجنة بونغ شونغ شانغ من الصين، وجون همفري من كندا، ومدير شعبة الأمم المتحدة لحقوق الإنسان، الذي أعد مخطط الإعلان. ومع هذا، فإنه كان ثمة تسليم بأن السيدة روزفلت كانت بمثابة القوة الدافعة وراء وضع الإعلان.

## روابط خارجية
- إليانور روزفلت على موقع IMDb (الإنجليزية)
- إليانور روزفلت على موقع الموسوعة البريطانية (الإنجليزية)
- إليانور روزفلت على موقع مونزينجر (الألمانية)
- إليانور روزفلت على موقع ميوزك برينز (الإنجليزية)
- إليانور روزفلت على موقع إن إن دي بي (الإنجليزية)
- إليانور روزفلت على موقع ديسكوغز (الإنجليزية)
- إليانور روزفلت على موقع قاعدة بيانات الفيلم (الإنجليزية)